# Áfra János (költő)
Áfra János (Hajdúböszörmény, 1987. április 9. –) magyar költő, szerkesztő, műkritikus.

## Élete és munkássága
Szülei paraszti származású munkásemberek voltak, anyja Krausz Margit varrónő, apja Áfra János esztergályos. 2005-ben érettségizett a hajdúböszörményi Bocskai István Gimnáziumban, majd 2007-ben a Medgyessy Ferenc Gimnázium és Művészeti Szakközépiskola festő szakát végezte el. A Debreceni Egyetem magyar nyelv és irodalom alapszakján, valamint filozófia minorján szerzett diplomát 2010-ben, majd 2013-ban az irodalom és kultúratudomány mesterképzésen. Ugyanitt az Irodalomtudományok Doktori Iskola PhD-hallgatója volt, 2017-től 2025-ig megszakításokkal a Magyar Irodalom- és Kultúratudományi Intézet oktatója előbb tanársegédként, majd adjunktusként, 2025-től pedig az egri Eszterházy Károly Katolikus Egyetem Művészetelméleti és Médiatudományi Intézetének docense.
2008 és 2015 között a Szkholion művészeti és szakfolyóirat szerkesztője, 2009 és 2017 között a prae.hu általános művészeti portál art&design rovatának szerkesztője volt. A 2010-ben indult KULTer.hu kortárs kultúrportál alapító-főszerkesztője, az oldal 2020-ig az ő vezetésével működött.
2010 és 2017 között a József Attila Kör (JAK) elnökségi tagja volt, majd a Szépírók Társaságának vált tagjává. 2011-től az Alföld tördelőszerkesztője, 2014-től munkatársa, 2015-től pedig szerkesztője. Kultúraszervezői tevékenységet folytat, továbbá rendszeresen nyit meg kiállításokat és ír kritikákat képzőművészeti szaklapoknak is. Gyakran vesz részt művészetközi projektek megvalósításában, együttműködik képzőművészekkel, zenészekkel és táncosokkal. A Szépírók Társasága tagja.
Első verseskötete Glaukóma címmel jelent meg 2012-ben a JAK-füzetek 171. köteteként a József Attila Kör és a Prae.hu gondozásában, amiért egy évvel később elnyerte az elsőköteteseknek járó Makói Medáliák díjat, illetve 2014-ben a legjobb első verseskötetért járó Gérecz Attila-díjat. 2013-ban Móricz Zsigmond-ösztöndíjat kapott. Második verseskötete Két akarat címmel 2015-ben jelent meg a Kalligram Könyvkiadó gondozásában, ugyanebben az évben Horváth Péter irodalmi ösztöndíjat, 2016-ban pedig Sziveri János-díjat kapott. 2017-ben az év legjobb versközleményéért a Látó-díjat is elnyerte.

## Művei

### Önálló kötetei
- Glaukóma, versek, József Attila Kör + PRAE.HU–Palimpszeszt, Budapest, 2012 (JAK-füzetek sorozat) (2. kiadás: Kalligram, Budapest, 2021)
- Két akarat, versek, Kalligram, Budapest, 2015 (2. kiadás: Kalligram, Budapest, 2016)
- Rítus, versek, Kalligram, Budapest, 2017
- Szegedi-Varga Zsuzsannával: Termékeny félreértés / Productive Misreadings; Méliusz Juhász Péter Könyvtár, Debrecen, 2020 (Új Alföld Könyvek sorozat)
- Omlás, versek, Kalligram, Budapest, 2023

### Szerkesztései
- Et Lettera – Képeket írni, szavakat rajzolni / Writing Pictures, Drawing Words, Déri Múzeum, Debrecen, 2012
- R25 – A rendszerváltás után született generáció a magyar lírában, József Attila Kör + PRAE.HU, Budapest, 2015
- Hajdúböszörmény a festők városa, előszó, szerk. Tarczy Péterrel, Kapitális, Debrecen, 2016
- Bódi Katalin: Éva születése, Méliusz Juhász Péter Könyvtár, Debrecen, 2020 (Új Alföld Könyvek sorozat)
- Öbölnyi megafon – Fiatal magyar költők antológiája /  A Bay of Megaphones – Anthology of Young Hungarian Poets, szerk. Owen Gooddal, PKÜ, Budapest, 2023

## Díjai
- Makói Medáliák, 2013
- Móricz Zsigmond-ösztöndíj, 2013
- Gérecz Attila-díj, 2014
- Horváth Péter irodalmi ösztöndíj, 2015
- Sziveri János-díj, 2016
- Látó-díj, 2017
- Kállai Ernő művészettörténészi és műkritikusi ösztöndíj, 2021–22
- Erzsébetvárosi irodalmi ösztöndíj, 2023